# Мулай Абдалла (1965)
Мулай Абдалла (араб. مولاي عبد الله; род. 1965; Рабат, Марокко ) — представитель династии Алауитов и Марокканский бизнесмен. Занимает 8 место в линии наследования престола.

## Происхождение
Мулай Абдалла — старший сын принца Мулай Али (1924—1988) и Лаллы Фатимы Зохры (1929—2014).
Его бабушка и дедушка по отцовской линии: Мулай Идрис (1908—1962), старший сын Султана Юсуфа, и Лалла Джумала. Его бабушка и дедушка по материнской линии — султан Мухаммед V (1909—1961) и Лалла Ханила бинт Мамун.
Поэтому он является двоюродным братом Мухаммеда VI по материнской линии и троюродным братом по отцовской линии.

## Биография
Мулай Абдалла родился в 1965 году.  Он обучался в Техасском университете. Он являлся соучредителем Lone Star Energy, Федеральной резервной системы Марокко. После смерти Лаллы Амины в августе 2012 года, стал Президентом Королевской федерации конного спорта Марокко.
Вместе со своим младшим братом Мулай Юсуфом, является советником короля Мухаммеда VI.
Также он генеральный директор компании Mediholding, получившей известность в 1999 году из-за ложного обнаружения нефти в Талсинте.
Холост. Бездетен.